# Sudafrica ai Giochi della XXXII Olimpiade
Il Sudafrica ha partecipato ai Giochi della XXXII Olimpiade, che si sono svolti a Tokyo, Giappone, dal 23 luglio all'8 agosto 2021 (inizialmente previsti dal 24 luglio al 9 agosto 2020 ma posticipati per la pandemia di COVID-19) con 179 atleti, 115 uomini e 64 donne"

## Medaglie

### Medagliere per disciplina
| Sport  | Oro | Argento | Bronzo | Totale |
| ------ | --- | ------- | ------ | ------ |
| Nuoto  | 1   | 1       | 0      | 2      |
| Surf   | 0   | 1       | 0      | 1      |
| Totale | 1   | 2       | 0      | 3      |

### Medaglie d'oro
| Medaglia | Nome                | Sport | Evento                   |
| -------- | ------------------- | ----- | ------------------------ |
| Oro      | Tatjana Schoenmaker | Nuoto | 200 metri rana femminili |

### Medaglie d'argento
| Medaglia | Nome                | Sport | Evento                   |
| -------- | ------------------- | ----- | ------------------------ |
| Argento  | Tatjana Schoenmaker | Nuoto | 100 metri rana femminili |
| Argento  | Bianca Buitendag    | Surf  | Shortboard femminile     |

## Delegazione
| Sport                | Uomini | Donne | Totale |
| -------------------- | ------ | ----- | ------ |
| Arrampicata sportiva | 1      | 1     | 2      |
| Atletica leggera     | 25     | 5     | 30     |
| Calcio               | 17     | -     | 17     |
| Canottaggio          | 6      | -     | 6      |
| Ciclismo             | 7      | 4     | 11     |
| Ginnastica           | -      | 2     | 2      |
| Golf                 | 2      | 1     | 3      |
| Judo                 | -      | 1     | 1      |
| Hockey su prato      | 16     | 16    | 32     |
| Nuoto                | 8      | 9     | 17     |
| Nuoto artistico      | -      | 2     | 2      |
| Pallanuoto           | 13     | 13    | 26     |
| Rugby a 7            | 12     | -     | 12     |
| Skateboard           | 2      | 2     | 4      |
| Surf                 | -      | 1     | 1      |
| Triathlon            | 2      | 2     | 4      |
| Tuffi                | -      | 2     | 2      |
| Vela                 | 3      | -     | 3      |
| Totale               | 115    | 64    | 179    |

## Risultati

### Atletica leggera
Maschile
Eventi su pista e strada
| Atleta                                                                            | Evento         | Batteria  | Batteria  | Semifinale      | Semifinale      | Finale          | Finale          |
| Atleta                                                                            | Evento         | Risultato | Posizione | Risultato       | Posizione       | Risultato       | Posizione       |
| --------------------------------------------------------------------------------- | -------------- | --------- | --------- | --------------- | --------------- | --------------- | --------------- |
| Gift Leotlela                                                                     | 100 m          | 10"04     | 1º Q      | 10"03           | 4º              | Non qualificato | Non qualificato |
| Shaun Maswanganyi                                                                 | 100 m          | 10"12     | 3º Q      | 10"10           | 6º              | Non qualificato | Non qualificato |
| Akani Simbine                                                                     | 100 m          | 10"08     | 1º Q      | 9"90            | 4º q            | 9"93            | 4º              |
| Anaso Jobodwana                                                                   | 200 m          | 20"78     | 3º Q      | 20"88           | 8º              | Non qualificato | Non qualificato |
| Shaun Maswanganyi                                                                 | 200 m          | 20"58     | 2º Q      | 20"18           | 4º              | Non qualificato | Non qualificato |
| Clarence Munyai                                                                   | 200 m          | 20"49     | 4º q      | 20"49           | 6º              | Non qualificato | Non qualificato |
| Zakithi Nene                                                                      | 400 m          | 45"74     | 5º        | Non qualificato | Non qualificato | Non qualificato | Non qualificato |
| Wayde van Niekerk                                                                 | 400 m          | 45"25     | 3º Q      | 45"14           | 5º              | Non qualificato | Non qualificato |
| Thapelo Phora                                                                     | 400 m          | 45"83     | 5º        | Non qualificato | Non qualificato | Non qualificato | Non qualificato |
| Lesiba Mashele                                                                    | 5000 m         | 13'48"25  | 15º       | N.D.            | N.D.            | Non qualificato | Non qualificato |
| Antonio Alkana                                                                    | 110 m ostacoli | 13"55     | 6º        | Non qualificato | Non qualificato | Non qualificato | Non qualificato |
| Sokwakhana Zazini                                                                 | 400 m ostacoli | 49"51     | 3º Q      | 48"99           | 6º              | Non qualificato | Non qualificato |
| Gift Leotlela Shaun Maswanganyi Clarence Munyai Galaletsang Ramorwa Akani Simbine | 4×100 m        | DNF       | DNF       | N.D.            | N.D.            | Non qualificato | Non qualificato |
| Ranti Dikgale Zakithi Nene Thapelo Phora Lythe Pillay Wayde van Niekerk           | 4×400 m        | 3'01"18   | 7ª        | N.D.            | N.D.            | Non qualificato | Non qualificato |
| Elroy Gelant                                                                      | Maratona       | N.D.      | N.D.      | N.D.            | N.D.            | 2h16'43         | 34º             |
| Desmond Mokgobu                                                                   | Maratona       | N.D.      | N.D.      | N.D.            | N.D.            | DNF             | DNF             |
| Stephen Mokoka                                                                    | Maratona       | N.D.      | N.D.      | N.D.            | N.D.            | DNF             | DNF             |
| Wayne Snyman                                                                      | Marcia 20 km   | N.D.      | N.D.      | N.D.            | N.D.            | 1h24'33”        | 20º             |
| Marc Mundell                                                                      | Marcia 50 km   | N.D.      | N.D.      | N.D.            | N.D.            | 4h14'37         | 40º             |

Eventi su campo
| Atleta           | Evento                 | Qualificazione | Qualificazione | Finale          | Finale          |
| Atleta           | Evento                 | Risultato      | Posizione      | Risultato       | Posizione       |
| ---------------- | ---------------------- | -------------- | -------------- | --------------- | --------------- |
| Cheswill Johnson | Salto in lungo         | NM             | NM             | Non qualificato | Non qualificato |
| Ruswahl Samaai   | Salto in lungo         | 7,74 m         | 22º            | Non qualificato | Non qualificato |
| Kyle Blignaut    | Getto del peso         | 20,97 m        | 8º q           | 21,00 m         | 6º              |
| Jason van Rooyen | Getto del peso         | 20,29 m        | 19º            | Non qualificato | Non qualificato |
| Rocco van Rooyen | Lancio del giavellotto | 77,41 m        | 23º            | Non qualificato | Non qualificato |

Femminile
Eventi su pista e strada
| Atleta          | Evento         | Batteria  | Batteria  | Semifinale | Semifinale | Finale          | Finale          |
| Atleta          | Evento         | Risultato | Posizione | Risultato  | Posizione  | Risultato       | Posizione       |
| --------------- | -------------- | --------- | --------- | ---------- | ---------- | --------------- | --------------- |
| Dominique Scott | 5000 m         | 15'13"94  | 13ª       | N.D.       | N.D.       | Non qualificata | Non qualificata |
| Dominique Scott | 10000 m        | N.D.      | N.D.      | N.D.       | N.D.       | 32'14"05        | 20ª             |
| Wenda Nel       | 400 m ostacoli | 56"06     | 3ª Q      | 56"35      | 7ª         | Non qualificata | Non qualificata |
| Gerda Steyn     | Maratona       | N.D.      | N.D.      | N.D.       | N.D.       | 2h32'10         | 15ª             |
| Irvette van Zyl | Maratona       | N.D.      | N.D.      | N.D.       | N.D.       | DNF             | DNF             |

Eventi su campo
| Atleta         | Evento                 | Qualificazione | Qualificazione | Finale          | Finale          |
| Atleta         | Evento                 | Risultato      | Posizione      | Risultato       | Posizione       |
| -------------- | ---------------------- | -------------- | -------------- | --------------- | --------------- |
| Jo-Ane van Dyk | Lancio del giavellotto | 57,69          | 24ª            | Non qualificata | Non qualificata |

### Nuoto
Maschile
| Atleta          | Evento            | Batterie | Batterie  | Semifinali      | Semifinali      | Finale          | Finale          |
| Atleta          | Evento            | Tempo    | Posizione | Tempo           | Posizione       | Tempo           | Posizione       |
| --------------- | ----------------- | -------- | --------- | --------------- | --------------- | --------------- | --------------- |
| Brad Tandy      | 50 m stile libero | 22"22    | 24º       | Non qualificato | Non qualificato | Non qualificato | Non qualificato |
| Pieter Coetze   | 100 m dorso       | 54"05    | 24º       | Non qualificato | Non qualificato | Non qualificato | Non qualificato |
| Martin Binedell | 200 m dorso       | 1'58"47  | 21º       | Non qualificato | Non qualificato | Non qualificato | Non qualificato |
| Michael Houlie  | 100 m rana        | 1'01"22  | 37º       | Non qualificato | Non qualificato | Non qualificato | Non qualificato |
| Chad le Clos    | 100 m farfalla    | 51"89    | 18º       | Non qualificato | Non qualificato | Non qualificato | Non qualificato |
| Matthew Sates   | 100 m farfalla    | 52"34    | 32º       | Non qualificato | Non qualificato | Non qualificato | Non qualificato |
| Ethan du Preez  | 200 m farfalla    | 1'58"50  | 30º       | Non qualificato | Non qualificato | Non qualificato | Non qualificato |
| Chad le Clos    | 200 m farfalla    | 1'55"96  | 16º Q     | 1'55"06         | 3º Q            | 1'54"93         | 5º              |
| Matthew Sates   | 200 m misti       | 1'58"08  | 15º Q     | 1'58"75         | 14º             | Non qualificato | Non qualificato |
| Michael McGlynn | Maratona 10 km    | N.D.     | N.D.      | N.D.            | N.D.            | 1h51'32"7       | 8º              |

Femminile
| Atleta                                                         | Evento               | Batterie | Batterie  | Semifinali      | Semifinali      | Finale          | Finale          |
| Atleta                                                         | Evento               | Tempo    | Posizione | Tempo           | Posizione       | Tempo           | Posizione       |
| -------------------------------------------------------------- | -------------------- | -------- | --------- | --------------- | --------------- | --------------- | --------------- |
| Emma Chelius                                                   | 50 m stile libero    | 24"65    | 11ª Q     | 24"64           | 13ª             | Non qualificata | Non qualificata |
| Erin Gallagher                                                 | 100 m stile libero   | 54"75    | 25ª       | Non qualificata | Non qualificata | Non qualificata | Non qualificata |
| Tatjana Schoenmaker                                            | 100 m rana           | 1'04"82  | 1ª Q      | 1'05"07         | 1ª Q            | 1'05"22         |                 |
| Kaylene Corbett                                                | 200 m rana           | 2'22"48  | 4ª Q      | 2'22"08         | 4ª Q            | 2'22"06         | 5ª              |
| Tatjana Schoenmaker                                            | 200 m rana           | 2'19"16  | 1ª Q      | 2'19"33         | 1ª Q            | 2'18"95         |                 |
| Erin Gallagher                                                 | 100 m farfalla       | 59"69    | 26ª       | Non qualificata | Non qualificata | Non qualificata | Non qualificata |
| Rebecca Meder                                                  | 200 m misti          | 2'14"79  | 23ª       | Non qualificata | Non qualificata | Non qualificata | Non qualificata |
| Aimee Canny Duné Coetzee Erin Gallagher Rebecca Meder          | 4×200 m stile libero | 8'01"56  | 11ª       | N.D.            | N.D.            | Non qualificata | Non qualificata |
| Aimee Canny Erin Gallagher Tatjana Schoenmaker Mariella Venter | 4×100 m misti        | 4'03"02  | 14ª       | N.D.            | N.D.            | Non qualificata | Non qualificata |
| Michelle Weber                                                 | Maratona 10 km       | N.D.     | N.D.      | N.D.            | N.D.            | 2h06'56"5       | 21ª             |

### Surf
| Atleta           | Evento               | Round 1   | Round 1 | Round 2   | Round 2 | Round 3                 | Quarti                | Semifinale           | Finale / FB          | Pos. |
| Atleta           | Evento               | Punteggio | Pos.    | Punteggio | Pos.    | Avversario Risultato    | Avversario Risultato  | Avversario Risultato | Avversario Risultato | Pos. |
| ---------------- | -------------------- | --------- | ------- | --------- | ------- | ----------------------- | --------------------- | -------------------- | -------------------- | ---- |
| Bianca Buitendag | Shortboard femminile | 11,44     | 3ª      | 10,40     | 2ª Q    | Gilmore V 13,93 - 10,00 | Hopkins V 9,50 - 5,46 | Marks V 11,00 - 3,67 | Moore P 8,46 - 14,93 |      |

### Triathlon
| Atleta           | Evento                | Nuoto  | T1    | Ciclismo | T2     | Corsa  | Totale   | Classifica |
| ---------------- | --------------------- | ------ | ----- | -------- | ------ | ------ | -------- | ---------- |
| Henri Schoeman   | Individuale maschile  | 17'55" | 0'45" | 56'41"   | 0'28"  | DNF    | DNF      | DNF        |
| Simone Ackermann | Individuale femminile | 19'08" | 0'45" | 1h03'17" | 0'34"  | 37'30" | 2h01'14" | 17ª        |
| Gillian Sanders  | Individuale femminile | 20'18" | 0'45" | Lapped   | Lapped | Lapped | Lapped   | Lapped     |

### Tuffi
| Atleta         | Evento                   | Preliminari | Preliminari | Semifinale      | Semifinale      | Finale          | Finale          |
| Atleta         | Evento                   | Punti       | Classifica  | Punti           | Classifica      | Punti           | Classifica      |
| -------------- | ------------------------ | ----------- | ----------- | --------------- | --------------- | --------------- | --------------- |
| Micaela Bouter | Trampolino 3 m femminile | 216,15      | 26ª         | Non qualificata | Non qualificata | Non qualificata | Non qualificata |
| Julia Vincent  | Trampolino 3 m femminile | 228,90      | 25ª         | Non qualificata | Non qualificata | Non qualificata | Non qualificata |